# Province ecclésiastique de Bordeaux
La province ecclésiastique de Bordeaux est une des quinze provinces ecclésiastiques de l'Église catholique en France. Elle est l'héritière de la province ecclésiastique d'Aquitaine, dont les archevêques de Bordeaux tirent leur titre, aujourd'hui honorifique, de primat d'Aquitaine.
Elle regroupe les diocèses suivants :
- Archidiocèse de Bordeaux et Bazas (archevêché métropolitain)
- Diocèse d'Agen
- Diocèse de Périgueux et Sarlat
- Diocèse d'Aire et Dax
- Diocèse de Bayonne, Lescar et Oloron